# Frédéric Neidhardt
Frédéric Neidhardt (Rabat, 1966) è un fumettista francese.

## Biografia
Ha esordito nel 1989 sulla rivista Psikopat, come sceneggiatore, vignettista ed editorialista.
Nel 1997 viene pubblicato da Soleil Productions il suo primo album in coppia con Fabrice Tarrin: Les Aventures de Monsieur Tue-Tout.
Nel 2004, Fred Neidhardt ha co-scritto la sceneggiatura di un fumetto per bambini nella nuova rivista di Éditions Vaillant Pif Gadget, con Fabrice Tarrin e Olivier Grojnowski nei disegni: Le Avventure dì Nestor e Pollluce.
Dal 2006 al 2008 ha realizzato le tavole mensili per la rivista franco/belga di fumetti L'Écho des savanes, sempre con Fabrice Tarrin.
Nel 2006, sempre con Fabrice Tarrin, ha realizzato telecamere nascoste per il programma Salut les Terriens di Thierry Ardisson.
Nel 2007 disegna i colori per un album di Spirou, con la moglie Yuko e Fabrice Tarrin: Le Tombeau des Champignac.
Dal 2010 al 2017 ha pubblicato una nuova serie su Spirou: Spouri et Fantaziz, una parodia di Spirou e Fantasio. Sempre nella (auto)intervista di Frédéric Neidhardt, la "Galerie des illustres" viene ribattezzata "Galerie des minables".
Nello Spirou del 1º aprile 2015 vengono pubblicate pagine di uno Spirou inedito di Rob-Vel. Lo Spirou dell'8 aprile 2015 rivela che si tratta di un pesce d'aprile: Neidhardt ha disegnato queste pagine e il finale, pubblicato in questo Spirou, coinvolge Spouri. Nello Spirou n. 4078 appare una tavola storica di Spirou e Tintin, disegnata da Franquin e Hergé... si tratta di un altro scherzo di Neidhardt.
Fred Neidhardt è anche sceneggiatore di serie animate: Captain Biceps, Les Lapins crétins: invasion, Les Chronokids.
Dal 2018, Frédéric Neidhardt è anche coinvolto nella creazione di film d'animazione con gli studenti come insegnante presso l'ESMA di Montpellier.
Il 4 settembre 2020, Dupuis ha pubblicato Spirou chez les Soviets, un albo in edizione speciale scritto da Fred Neidhardt e disegnato da Fabrice Tarrin.

## Pubblicazioni

### Album e collezioni
- Monsieur Tue-Tout, disegno di Fabrice Tarrin, Soleil Productions, 1999

- Nestor e Poluce, scritto con Fabrice Tarrin, disegno di O'Groj:
  - Et Dieu créa le yaourt à la framboise, Pif éditions, 2005, 48 p.[9]
  - Nestor e Poluce, integrale, Onapratut, 2009, 96 p.

- Pattes d'eph & col roulé, Delcourt, collana "Shampooing", 2008, 128 p.[10] versione cartacea del Fleurblog.

- La Peur du rouge, Delcourt, collana "Shampoo", 2010, 124 p. OCLC 717291520[11]

- Les Pieds-noirs à la mer, éditions Marabout, collezione "Marabulles", 2013, 111 pag. OCLC 863937036[12]

- Alger-retour, Marabout, collezione "Marabulles", 2022

- Les enquêtes de Violette, disegni e colori di Laureline Duermael, Edizioni Bamboo[13]
  - Volume 1, 2017[14]
  - Volume 2, 2017
  - Volume 3, 2018

- Lo Spirou di...
  - Spirou chez les soviets, disegno e colori di Fabrice Tarrin, Dupuis, 2020, 54 p.[15]

### Collettivi
- Sacrés motards, Éditions de la FFMC, 2005[16]
- Revoilà Popeye, disegni di Thibaut Soulcié, Onapratut, 2012[17]
- L'humour contre l'exclusion, Hugo et Cie, 2012[18]
- La galerie des gaffes - 60 auteurs rendent hommage à Gaston Lagaffe, Dupuis, 2017[19]

### Colorista
Le Spirou di...
- 3 Le Tombeau des Champignac, Dupuis, Marcinelle, 2007 Sceneggiatura: Yann e Fabrice Tarrin - Disegni: Fabrice Tarrin.

### Film
- 2009: Les Beaux Gosses di Riad Sattouf: l'insegnante SVT
- 2013: Jacky au royaume des filles di Riad Sattouf: Franku
- 2018: Le Poulain di Mathieu Sapin: Bertrand

### Intervista
- Didier Pasamonik e Frédéric Neidhardt, "Fred Neidhardt ("Les Pieds noirs à la mer") : "Nella produzione attuale, mi sento tutto incastrato tra grandi mucchi di Asterix e Blacksad."

- Yannick Vely e Frédéric Neidhardt, "Les pieds-noirs ont été les victimes du racisme des Français" su Paris-Match, 19 novembre 2013